# Абу аль Касім Ахмад
Абу аль Касім Ахмад (*16 вересня 1074 —12 грудня 1101) — ісмаїлітський халіф у 1094—1101 роках. Відомий під тронним ім'ям аль-Мусталі.

## Життєпис
Походив з династії Фатімідів. Син халіфа Мустансира. Спочатку не був спадкоємцем трону. Втім напередодні смерті Мустансир оголосив Ахмада наступником на троні, позбавивши цього звання старшого сина і брата Абу аль Касіма — Абу Мансур Нізара. Після смерті Мустансира у 1094 році Абу аль Касіма оголосили халіфом під іменем аль-Мусталі.
З цим не змирився Абу Мансур Нізар, якого оголосили халіфом. 1095 року Нізар втік до Олександрії і спробував підняти повстання. Його схопили, і подальша доля його невідома. Прихильники Нізара незабаром утворили свою власну секту з центром в Іраку.
Владу за аль-Мусталі зберіг візир Шаханшах ібн Бадр. 1098 року військам Фатімідів вдалося ненадовго захопити Єрусалим, але вже в 1099 році це місто було втрачено: його захопили учасники Першого хрестового походу. З цієї поразки почалася багаторічна і невдала для Фатімідів війна з хрестоносцями, які в наступні роки поступово захопили все сирійське і палестинське узбережжя. 1101 року було втрачено міста Арзуф і Цезарею.
Помер у 1101 році, владу успадкував його син аль-Амір.